# Ilitía

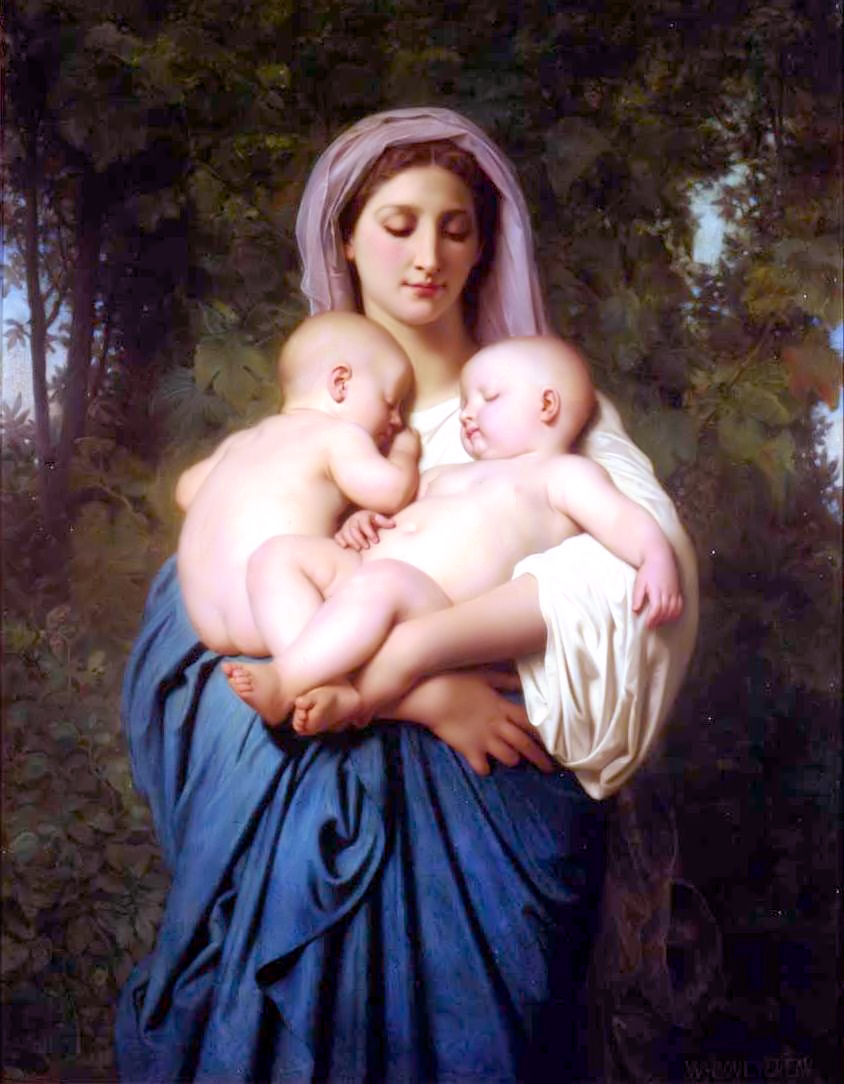
Ilitía. (Charité por Bouguereau)

En la mitología griega, Ilitía (en griego, Εἰλείθυια, Eileíthyia en Creta; Ἐλεύθυια, Eleúthyia o Ἐλυσία, Elysía, en Laconia y Mesenia; y Ἐλευθώ, Eleuthó en la literatura) era la diosa tutelar de los alumbramientos. «Ilitía recibió el encargo de cuidarse de las parturientas y de aliviar a las que sufren durante el parto, y debido a ello las mujeres que se encuentran en este trance invocan sobre todo a esta diosa». Hija de Zeus y Hera, en la cueva de Amnisos (Creta) se relacionó con el nacimiento anual del niño divino, y su culto está conectado con Enesidaon (el agitador de la tierra), que era el aspecto ctónico del dios Poseidón. También es mencionada bajo los nombres de Eleuto, Eleusinia o similares, por lo que es posible que su culto esté relacionado con el culto en Eleusis. También puede ser mencionada en plural, como las ilitías. Sosípolis era venerado junto a ella el Élide.

## Origen y genealogía
Posiblemente de origen minoico, aparece documentada en las tablillas micénicas en lineal B (E-re-u-ti-ja). Hesíodo la describió como hija de Zeus y Hera, con lo que estuvieron de acuerdo Apolodoro y Diodoro Sículo. Sin embargo, Pausanias citaba otra fuente antigua, hoy perdida: «El licio Olén, un antiguo poeta, que compuso para los delios, entre otros himnos, uno dedicado a Ilitía, la describía como “la hábil giradora”, identificándola claramente con el destino, y la hacía más antigua que Crono.»
Píndaro, un mitógrafo meticulosamente exacto, decía: «Diosa de los nacimientos, Ilitía, criada del trono de la profundas Moiras, hija de la omnipotente Hera, oye mi canción.» Calímaco la llama Inacia y dice que asistió a su hermana en sus dolores de parto.

## Características y mitos
Para los griegos clásicos, «está estrechamente relacionada con Artemisa y Hera», afirma Burkert, «pero no desarrolla carácter propio alguno.» En el himno órfico a Protirea, la relación de una diosa de los nacimientos como un epíteto de la virginal Artemisa, haciendo a la mortífera cazadora también «la que viene en ayuda de las mujeres en el parto», sería inexplicable en términos puramente olímpicos:

Cuando atormentada por los dolores del parto, dolorida y angustiada
te invocamos el sexo, para el seguro descanso del alma;
pues sólo tú Ilitía puedes aliviar el dolor,
que intentamos aliviar, pero en vano.
Artemisa Ilitía, venerable poder,
que trajiste alivio en la espantosa hora del parto.

Así Claudio Eliano se refería en el siglo III a. C. a «Diana Lucina».
En la Ilíada, Homero representa a Ilitía sola, o a veces multiplicada como Ειλειθυιαι Eileithyiai: «La aguda pena del dolor baja sobre la mujer de parto, la amargura que las duras ilitías traen, las hijas de Hera, que ejercen el poder de los amargos dolores de parto.»

Los pintores de vasijas que ilustraban el nacimiento de Atenea de la cabeza de Zeus mostraban a veces a dos Ilitías ayudando, con sus manos alzadas en un gesto de epifanía.

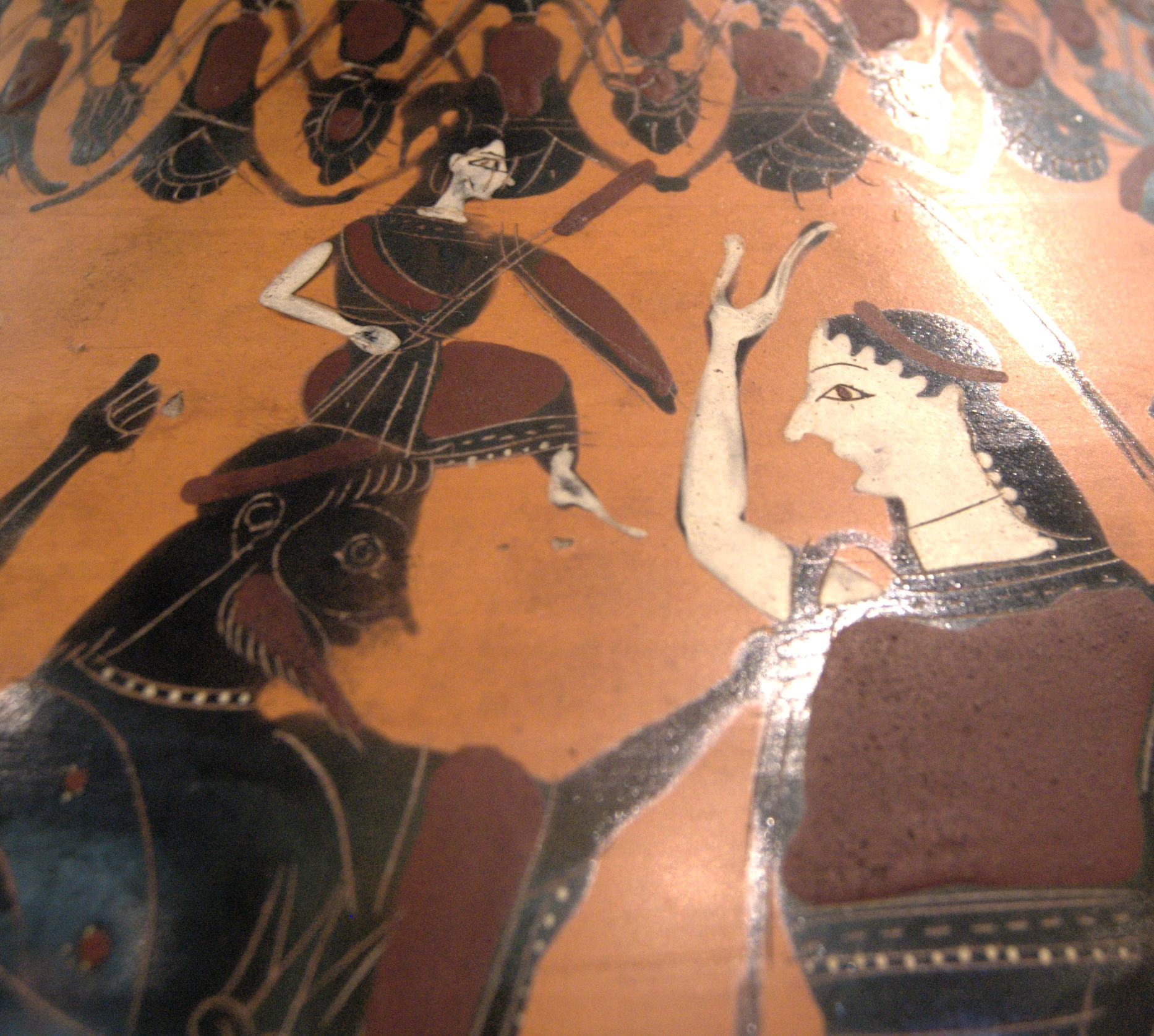
Nacimiento de Atenea armada de la cabeza de Zeus, con Ilitía a la derecha. Detalle del lado A de una pieza de cerámica ática: un ánfora de figuras negras del tercer cuarto del siglo VI a. C.

Según el tercer himno homérico a Apolo Delio, Hera retuvo a Ilitía, que venía desde la Hiperbórea en el lejano norte, para evitar que Leto pudiese alumbrar a Artemisa y Apolo, pues el padre de ambos era Zeus. Las demás diosas presentes en el nacimiento en Delos enviaron a Iris para que la trajese. En cuanto Ilitía puso pie en la isla, nacieron los dioses.
También se dice que, nada más nacer el gigante Damasén, Ilitía le armó con un escudo.

## Adoración

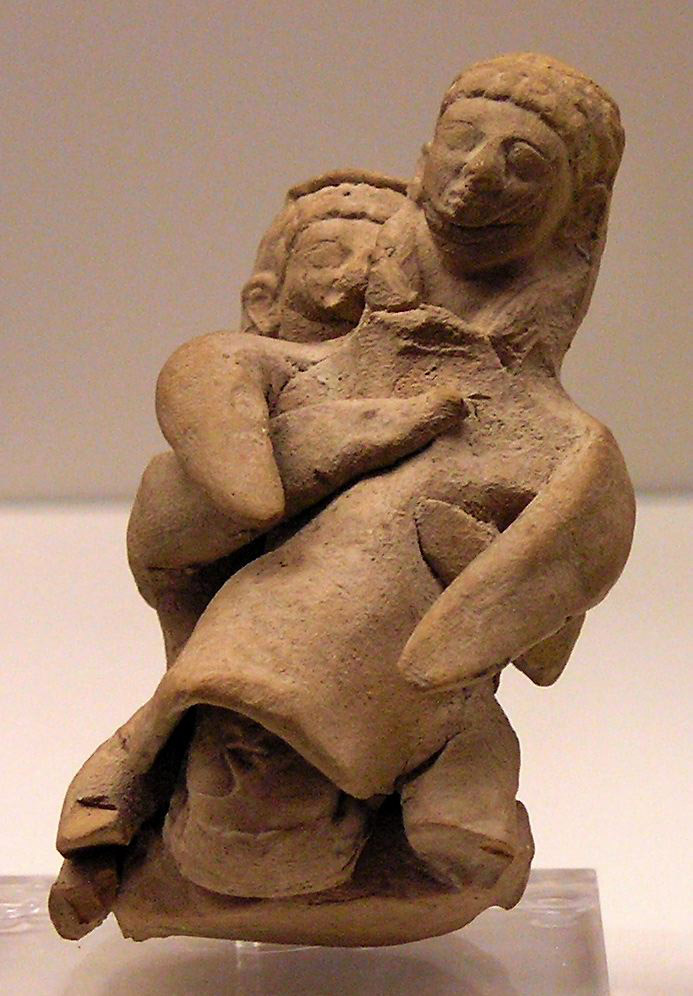
El parto, figurilla de terracota de Chipre, principios del, Museo del Louvre.

La cueva de Ilitía cerca de Amniso, en la bahía de Cnosos, que se nombra en la Odisea en relación con su culto, era considerada su lugar de nacimiento. Tenía estalactitas alusivas al doble papel de la diosa, de traer el parto y retrasarlo, y se han hallado ofrendas votivas a ellas. En ella fue adorada probablemente antes de que Zeus llegase al Egeo y con toda seguridad en época minoica-micénica. La diosa es mencionada como E-re-u-ti-ja  en un fragmento en lineal B de Cnosos.
En la época clásica tenía altares a ella consagrados en varias ciudades de Creta (donde fue especialmente adorada), como Lato y Eleuterna, y se cree que se le consagraban cuevas (como la de Inatos), quizá en alusión al canal de los nacimientos. En el continente griego, Pausanias vio en el siglo II d. C., en Olimpia, un arcaico altar con un sótano interior consagrado al salvador-serpiente de la ciudad (Sosipolis) y a Ilitía, en el que una sacerdotisa virgen cuidaba de una serpiente a la que alimentaba con agua y pasteles de cebada y miel. El altar conmemoraba la aparición de una anciana con un bebé en brazos, en un momento crucial en el que los habitantes de Elis estaban amenazados por los arcadios. El niño, al ser dejado en el suelo entre las fuerzas contendientes, se transformó en una serpiente, echando a volar y haciendo huir a los arcadios antes de desaparecer en la colina. Había antiguos iconos de Ilitía en Atenas, y uno de ellos fue traído de Creta, según contaba Pausanias, quien también mencionaba altares a ella consagrados en Tenea y Argos, siendo el de Egio extremadamente importante.
Junto con Artemisa y Perséfone, a menudo se mostraba a Ilitía portando antorchas para sacar a los niños de la oscuridad hasta la luz. De hecho, su equivalente en la mitología romana respecto a la ayuda en el parto es Lucina (‘de la luz’). En los altares griegos, pequeñas figuritas votivas de terracota (kourótrofo) representaban a una inmortal niñera que cuidaba de los infantes divinos, personaje que puede estar relacionado con Ilitía.[cita requerida]